# شین دا اون
شین دا اون (کره‌ای: 신다은؛ زادهٔ ۷ ژانویهٔ ۱۹۸۵) بازیگر اهل کره جنوبی است. از فیلم‌ها یا برنامه‌های تلویزیونی که وی در آن نقش داشته‌است می‌توان به تولد یک پولدار و مرد بی‌گناه اشاره کرد.